# Аматура

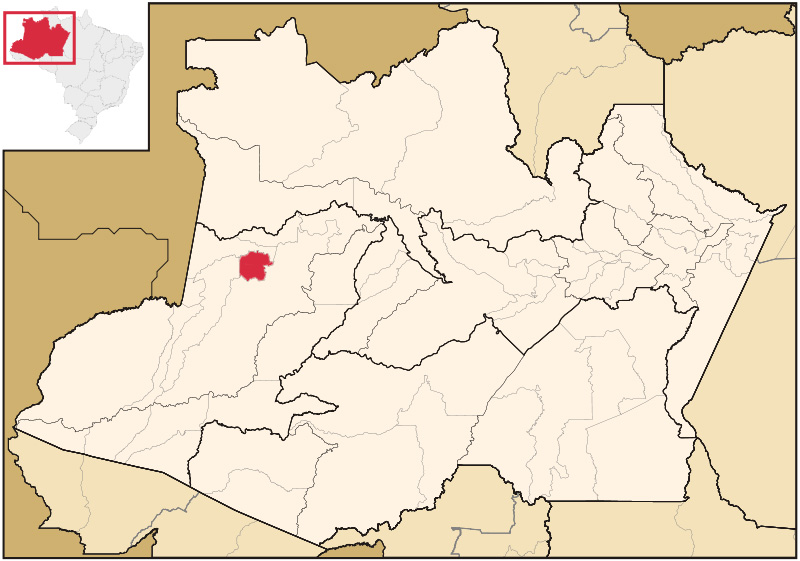
Аматура на карте штата.

Аматура (порт. Amaturá) — муниципалитет в Бразилии, входит в штат Амазонас. Составная часть мезорегиона Юго-запад штата Амазонас. Входит в экономико-статистический микрорегион Алту-Солимойнс. Население составляет 9467 человек. Занимает площадь 4754,109 км². Плотность населения — 1,99 чел./км².

## История
Город основан в 1987 году.

## География
Климат местности: экваториальный.

## Границы
Муниципалитет граничит:
- на севере —  муниципалитет Санту-Антониу-ду-Иса
- на востоке —  муниципалитет Жутаи
- на юге —  муниципалитет Жутаи
- на западе —  муниципалитет Сан-Паулу-ди-Оливенса

## Демография
Согласно сведениям, собранным в ходе переписи 2010 г. Национальным институтом географии и статистики (IBGE), население муниципалитета составляет:
| Полное население                               | Полное население                               | Полное население                               | Полное население                               | 9467  |
| ---------------------------------------------- | ---------------------------------------------- | ---------------------------------------------- | ---------------------------------------------- | ----- |
| в том числе:                                   | Городское население                            | 4960                                           | Процент городского населения, %                | 52,39 |
|                                                | Сельское население                             | 4507                                           | Процент сельского населения, %                 | 47,61 |
|                                                | Мужское население                              | 4902                                           | Процент мужского населения, %                  | 51,78 |
|                                                | Женское население                              | 4565                                           | Процент женского населения, %                  | 48,22 |
| Плотность населения, чел/км²                   | Плотность населения, чел/км²                   | Плотность населения, чел/км²                   | Плотность населения, чел/км²                   | 1,99  |
| Население муниципалитета в % к населению штата | Население муниципалитета в % к населению штата | Население муниципалитета в % к населению штата | Население муниципалитета в % к населению штата | 0,27  |

По данным оценки 2015 года, население муниципалитета составляет 10 847 жителей.

## Важнейшие населенные пункты
| № | Населённый пункт | Населённый пункт (порт.) | Категория         | Население чел. (2010) | На карте                       |
| - | ---------------- | ------------------------ | ----------------- | --------------------- | ------------------------------ |
| 1 | Аматура          | Amaturá                  | город             | 4960                  | 3°21′50″ ю. ш. 68°11′53″ з. д. |
| 2 | Нова-Италия      | Nova Itália              | поселок           | 1037                  | 3°24′33″ ю. ш. 68°13′30″ з. д. |
| 3 | Бон-Пастор       | Bom Pastor               | индейская деревня | 346                   | 3°24′21″ ю. ш. 68°13′41″ з. д. |
| 4 | Канимару         | Canimarú                 | индейская деревня | 267                   | 3°24′05″ ю. ш. 68°13′50″ з. д. |
| 5 | Умарирана        | Umarirana                | индейская деревня | 155                   | 3°24′36″ ю. ш. 68°34′31″ з. д. |
| 6 | Нова-Эсперанса   | Nova Esperança           | индейская деревня | 124                   | 3°23′53″ ю. ш. 68°27′11″ з. д. |
| 7 | Нова-Алегрия     | Nova Alegria             | индейская деревня | 95                    | 3°23′56″ ю. ш. 68°14′09″ з. д. |